# Jean-Pierre Mocky

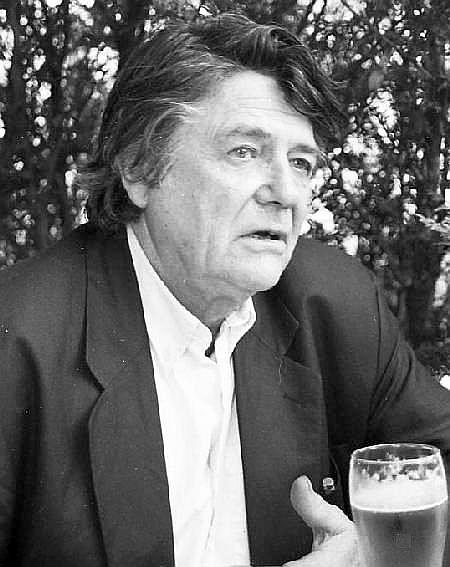
Jean-Pierre Mocky em 1995

Jean-Paul Mokiejewski, conhecido como Jean-Pierre Mocky (Nice, 6 de julho de 1933 - Paris, 8 de agosto de 2019), foi um diretor, roteirista, ator e produtor de cinema francês. Dirigiu mais de sessenta filmes e quarenta episódios de séries de televisão.
Começou como ator no cinema e no teatro. Em particular, ele interpreta Les Casse-pieds (1948), de Jean Dréville; Orphée (1950), de Jean Cocteau; e The Gorilla Hails You (1957), de Bernard Borderie. Mas é especialmente na Itália que ele se torna famoso, graças ao seu papel em Les Vaincus por Michelangelo Antonioni.